# 那覇港湾作業隊
那覇港湾作業隊（なはこうわんさぎょうたい）とは、沖縄戦後の那覇港の港湾作業に従事すべく設けられた港湾労働者の組織。「那覇荷役作業隊」ともいう。
戦後まもなくは日本兵捕虜が作業に従事していたが、続々と本土に帰還したので、そこで、沖縄の住民を直接作業に従事させるべく、琉球列島米国軍政府が沖縄民政府に命じて編成させた。
作業隊は約2000人からなり、総支配人として戦前からの土建業者である國場幸太郎（後の國場組創業者）が就任した。
作業隊員とその家族は那覇港の近くの漫湖周辺に居を構えた。後にその一帯はみなと村という村を形成するようになった。
1950年に請負制に移行したことにより廃止された。